# 北美电话区号201和551

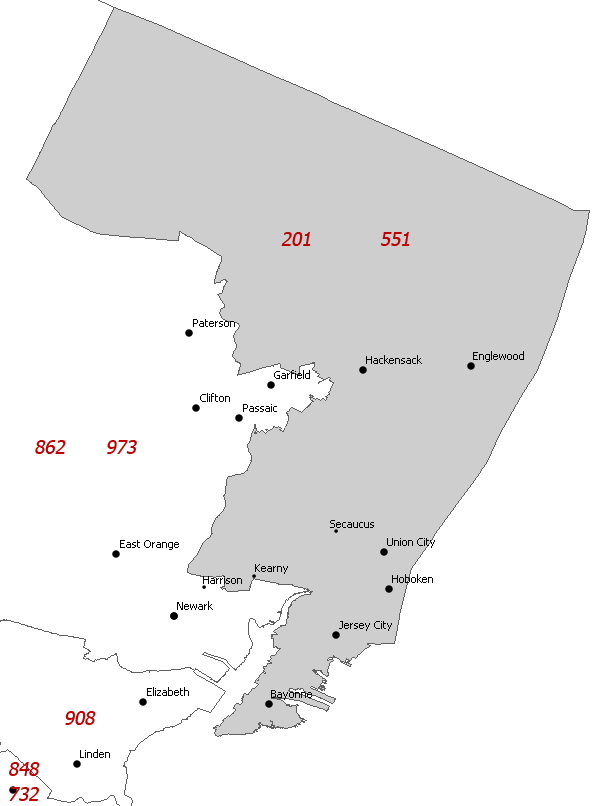
电话区号201区域图

电话区号201和551是北美电话区号计划中覆盖新泽西州哈德遜縣和博根縣大部的电话区号。本电话区号涵盖的主要城市有貝永、泽西市、霍博肯、哈肯萨克、锡考克斯、恩格尔伍德及恩格尔伍德克利夫斯。201是最先设立的原区号，551是覆盖同一区域的重叠电话区号。
201是1947年AT&T设立北美电话区号计划时最初的电话区号之一。其最初覆盖整个新泽西州。
1958年，201开始仅限被新泽西州使用，从该州首府特伦顿往南，包括南部的泽西海岸、新泽西州一侧的特拉华峡谷开始使用区号609。
在之后的33年间，区号201覆盖博根縣、哈德遜縣、海洋縣、艾塞克斯郡、聯合縣、摩里斯縣、巴賽克縣、亨特敦縣、萨默塞特县、密德薩克斯郡、蒙茅斯縣、蘇塞克斯縣和沃倫縣，这与新泽西区域的大纽约市区域基本吻合。
随着20世纪80年代新泽西州中部地区的成长，该州东北部由于紐華克、帕特森、克利夫頓和伊麗莎白等主要城市的衰落，人口开始减少。1991年6月8日，从201中拆分出区号908；其主要服务该州的中北部区域。
在4年之间，由于移动电话、寻呼机和传真机的普及，201区号几近耗竭。由于整个州的北部都属于同一话务区（LATA）,这意味着908无法被使用。1997年6月1日，该州最大城市紐華克所在的艾塞克斯郡和第三大城市帕特森所在的巴賽克縣，以及摩里斯縣和密德薩克斯郡被拆分到区号973下。这使得该州人口最集中、离纽约州最近的哈德遜縣和博根縣成为201所剩的两个县。
1997年的拆分原本是希望一劳永逸。但是在这两个县的新号码需求继续增长，很明显这一区域需要一个新区号。新泽西的主要电话公司威訊通过游说希望获得一个重叠区号，而非拆分区域。在当时重叠电话区号还属于新鲜事物，而且因为拨打本地电话需要升至10位而十分有争议。但是威瑞森希望其用户无须承受更换电话号码的麻烦。
2001年，电话区号551作为201的重叠区号正式引入。2001年12月1日，由于重叠区号的实施，本地拨号必须拨打十位号码。
电话区号201是最早推出长途电话直拨服务的地区。1951年，第一个长途电话直拨呼叫从新泽西州恩格尔伍德打至加利福尼亞州阿拉米達。